# Javorník (okres Benešov)
Javorník (Duits: Jauernig) is een Tsjechische gemeente in de regio Midden-Bohemen, en maakt deel uit van het district Benešov. Het dorp ligt op 10 km afstand van Vlašim en op 26 km afstand van de stad Benešov.
Javorník telt 141 inwoners (2024).

## Geografie
Javorník ligt gemiddeld op 457 meter boven de zeespiegel. Het hoogste punt van het dorp is Javornická hůra, op 583 meter hoogte. 

## Geschiedenis
De eerste schriftelijke vermelding van het dorp dateert van 1295.
Sinds 1960 maakt Javorník deel uit van het district Benešov.

## Verkeer en vervoer

### Autowegen
Er loopt een regionale weg naar het dorp. 

### Spoorlijnen
Er is geen station in Javorník. Het dichtstbijzijnde station is in Trhový Štěpánov, op zo'n drie kilometer afstand.

### Buslijnen
Er zijn twee bushaltes in en bij het dorp:
| Halte              | Lijnen  | Trajecten                    | Vervoerder                |
| ------------------ | ------- | ---------------------------- | ------------------------- |
| Javorník, Javorník | 794 844 | Vlašim - Kácov Vlašim - Snět | CŠAD Benešov              |
| Javorník, U mostu  | 794 844 | Vlašim - Kácov Vlašim - Snět | CŠAD Benešov CŠAD Benešov |

### Fietsroutes
Fietsroute 0071 Čechtice - Trhový Štěpánov - Český Šternberk loopt door het dorp.

### Wandelroutes
De groene route Vlašim - Trhový Štěpánov - Keblov - Snět loopt door het dorp.

## Bezienswaardigheden
- Dorpskapel

## Galerij

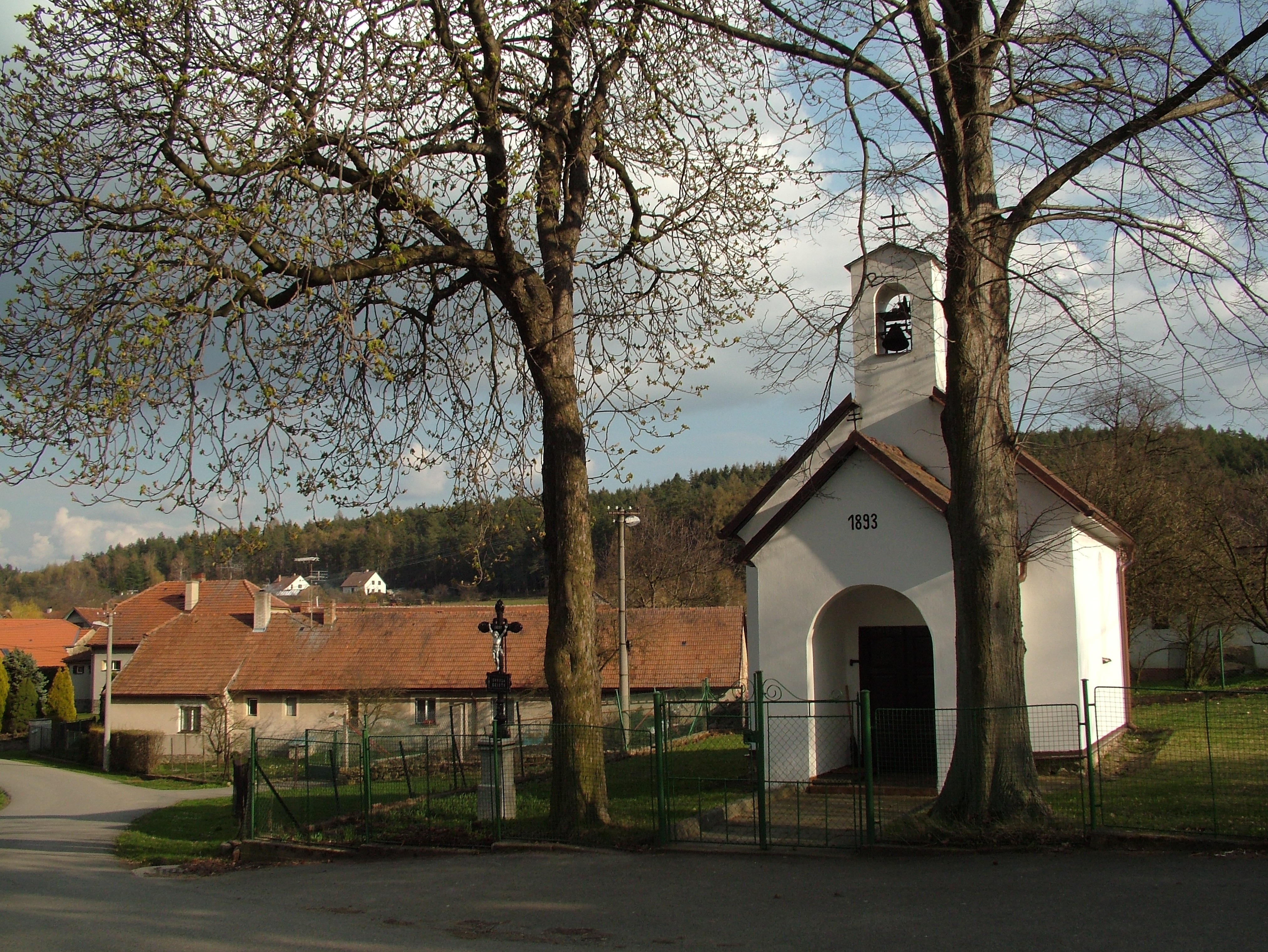
Dorpskapel (2011)
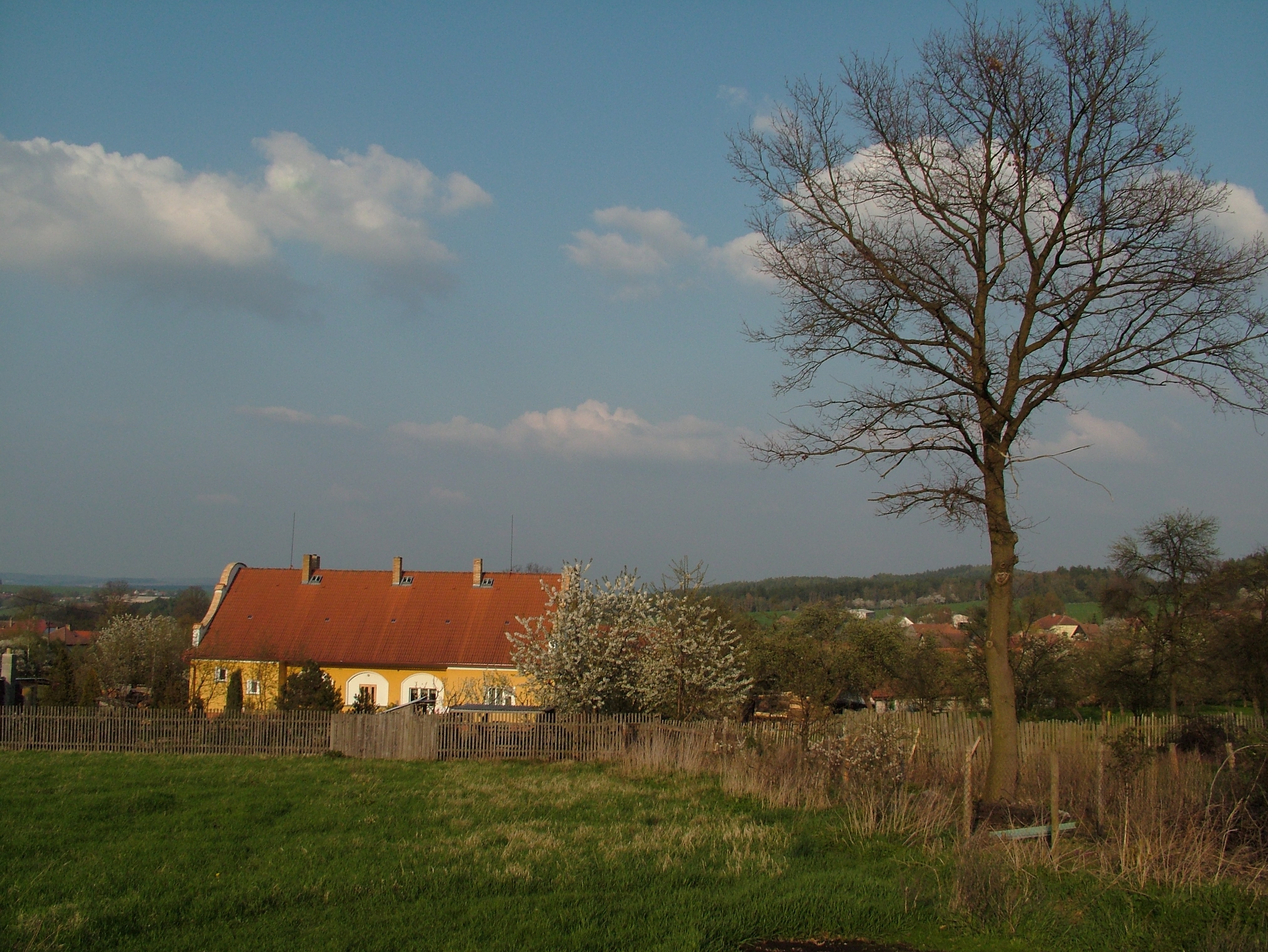
Huis in het dorp (2008)